# ناكسيتاماب
ناكسيتاماب (Naxitamab)، الذي يباع تحت الإسم التجاري دانييلزا( Danyelza)، هو دواء يوصف لعلاج الورم العصبي.  يتم استخدامه لدى المرضى الذين تبلغ أعمارهم عامًا واحدًا على الأقل و الذين يعانون من مرض في العظام و لم يستجيبوا بشكل كافٍ للعلاجات الأخرى.  و يعطى عن طريق الحقن التدريجي في الوريد.  يتم استخدامه مع عامل تحفيز مستعمرات الخلايا الحبيبية و البلاعم (GM-CSF). 
تشمل الآثار الجانبية الشائعة لهذا العقار على:تفاعلات مرتبطة بالتسريب، و الألم، و سرعة ضربات القلب، و التقيؤ، و السعال، و الغثيان، و الإسهال، و ارتفاع ضغط الدم، و التعب، و الحمامي المتعددة الأشكال، و الاعتلال العصبي المحيطي، و الشرى ، و الحمى، و الصداع، و تفاعلات موقع الحقن، و التورم، و القلق ، و التهيج.  إضافة إلى ذلك، قد تشمل الآثار الجانبية الأخرى التهاب النخاع المستعرض و متلازمة اعتلال الدماغ الأبيض الخلفي القابل للعكس (RPLS).  أما استخدامه أثناء الحمل فقد يؤدي إلى الإضرار بالجنين.  إنه جسم مضاد وحيد النسيلة يرتبط بـ GD2. 
تمت الموافقة على ناكسيتاماب للاستخدام الطبي في الولايات المتحدة في عام 2020. و اعتبارًا من عام 2022 لم تتم الموافقة عليه في أوروبا أو المملكة المتحدة.  في الولايات المتحدة، تبلغ تكلفة 40 ملغ من الدواء حوالي 23000 دولار أمريكي اعتبارًا من عام 2022. 